# Megachile albobarbata
Megachile albobarbata är en biart som beskrevs av Cockerell 1915. Megachile albobarbata ingår i släktet tapetserarbin, och familjen buksamlarbin. Inga underarter finns listade i Catalogue of Life.